# Hughie Thomasson
Hugh Edward Thomasson, Jr. (13. srpna 1952, Tampa, Florida, Spojené státy – 9. září 2007, Brooksville, Florida, Spojené státy) byl americký kytarista a zpěvák, nejvíce známý jako zakládající člen skupiny Outlaws a jako kytarista Lynyrd Skynyrd. Thomasson zemřel ve spánku dne 9. září 2007, na infarkt ve svém domě v Brooksville na Floridě ve věku 55 let.